# Chabelos te la tocan en vivo
¡Te la tocan!, ¡Te la tocan! (en vivo), Chabelos ¡Te la tocan! (en vivo), Chabelos te la tocan en vivo, Te la tocan en vivo o simplemente Te la tocan es el nombre del sexto álbum de la banda peruana Chabelos. 
El álbum fue lanzado digitalmente el 11 de abril de 2020, siendo el primer álbum con canciones completamente en vivo. La grabación de las canciones fueron hechas en todo el Priapísmo Tour 2018, que fue una gira para promocionar su álbum Priapismo.

## Lista de canciones
| ¡Te la tocan! |                                         |          |  |
| N.º           | Título                                  | Duración |  |
| 1.            | «Priapismo»                             |          |  |
| 2.            | «Loco por tu amor»                      |          |  |
| 3.            | «La papa de Guong»                      |          |  |
| 4.            | «Quiero ser normal»                     |          |  |
| 5.            | «Les vas a pagar»                       |          |  |
| 6.            | «La venganza del maní asesino»          |          |  |
| 7.            | «¿Para qué?»                            |          |  |
| 8.            | «Pare de sufrir»                        |          |  |
| 9.            | «Pollo Chucha»                          |          |  |
| 10.           | «El beso negro»                         |          |  |
| 11.           | «Shakira y sus amigas»                  |          |  |
| 12.           | «Tú te persignas, yo me agarro el pito» |          |  |
| 13.           | «¿Por qué no te puedo cachar?»          |          |  |
| 14.           | «Carmen Rousas»                         |          |  |
| 15.           | «Luisa»                                 |          |  |
| 16.           | «Caminando por la cuerda floja»         |          |  |
| 17.           | «El quinto teletubie»                   |          |  |